# Fredsskattefonden
Fredsskattefonden arbejder for at gøre det lovligt at nægte at betale skat til militæret.
Fredsskattefonden i Danmark er stiftet den 10. maj 1990 af personer indenfor Aldrig Mere Krig, Kvindernes Internationale Liga for Fred og Frihed og Kvækerne. 

## Fredsskattefondens formål
- at bestyre Fredsskattefonden i Danmark. Midlerne hertil indgår dels som kontingent, dels som gaver
- at virke for udbredelse af ideen om militær-skattenægtelse og lovliggørelse heraf, i lighed med nægtelse af militærtjeneste af samvittighedsgrunde
- at planlægge og udføre ikke-voldsaktioner og kampagner
- at anvende de indsamlede midler til forebyggelse af voldelige konflikter og til ikke-voldelig konfliktløsning såvel i Danmark som i andre lande
- at samarbejde med tilsvarende fredsskattefonde i andre lande